# 維瑟巴赫河 (特斯河支流)
47°27′19″N 8°46′24″E / 47.45528°N 8.77330°E

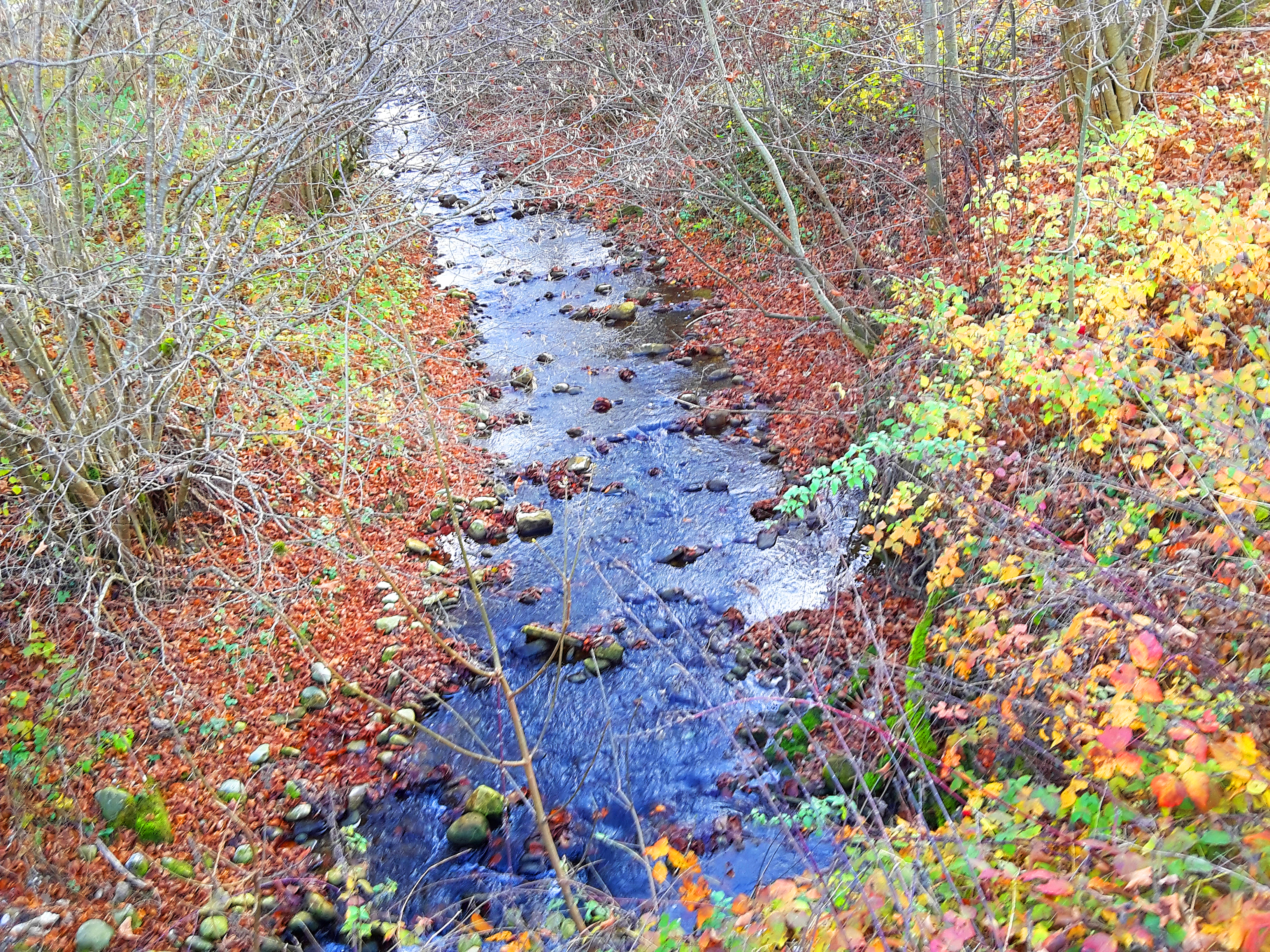

維瑟巴赫河是瑞士的河流，位於該國北部，流經蘇黎世州，屬於特斯河的左支流，河道全長5.8公里，流域面積10.3平方公里，河畔城鎮有魏斯林根和伊爾瑙-埃弗雷蒂孔。